# Hydrografisches Papier
Als hydrografisches Papier bezeichnet man ein Papier, auf das man mit reinem Wasser deutlich schreiben kann.
Zu seiner Herstellung taucht man Papier in eine schwache Abkochung von Galläpfeln oder in eine Lösung von gelbem Blutlaugensalz und reibt nach dem Trocknen gepulverten kalcinierten Eisenvitriol gut in das Papier ein. Bei Berührung mit Wasser entstehen dann schwarze, resp. blaue Schriftzüge. 
Aufgrund der Verfärbungen, die durch Wasser und Feuchtigkeit hervorgerufen werden, muss das hydrografische Papier trocken und luftdicht gelagert werden.